# Variety Moszynski
Variety Moszynski est une réalisatrice de films documentaires française d'origine argentine.

## Filmographie
- Lea Lublin, l’œil alerte
- Aventures Chimiques
- Le Clitoris, Ce Cher Inconnu[1]
- Chiapas, le Cœur et l'Effroi[2],[3]
- Les Compagnons du Che
- Questions d'Enfants : Naître
- Quiproquos
- Vassilis Alexakis, D'une Langue à l'autre
- William Styron, The Way Of The Writer[4]
- Romain Gary (Soirée Thema : Le Double Je)[5]